# ヤン・マゾフ
ヤン・マゾフ（Jan Mazoch、1985年9月5日 - ）は、チェコ共和国、モラヴィア・スレスコ州Čeladná出身の元スキージャンプ選手。

## プロフィール
マゾフは2001年からナショナルチームに加わり、2002年ソルトレイクシティオリンピック代表に16歳で抜擢され、ノーマルヒル35位、ラージヒル36位、団体12位となった。さらに同年3月に自国開催されたスキーフライング世界選手権に出場、26位となった。翌週のスウェーデン・ファルン大会でスキージャンプ・ワールドカップデビューも果たした（41位）。
2003年のノルディックスキージュニア世界選手権個人戦で銅メダルを獲得。2006年トリノオリンピックではノーマルヒル36位となった。
2007年1月20日に地元ザコパネで行われたワールドカップでは1本目15位で迎えた2本目に風で煽られて転倒、頭部を強打して病院へ運ばれた。試合は悪天候のため1本目のみで成立し、マゾフは自己最高位の15位となった。この後マゾフはシーズンを棒に振り、2007年9月に競技へ復帰した。
その後調子を取り戻せず2008年8月に競技からの引退を表明した。
祖父は往年の名スキージャンプ選手イジー・ラシュカ、弟のイジー・マゾフもスキージャンプ選手である。